# Nightmare Creatures
Nightmare Creatures è un videogioco a metà tra un'avventura dinamica in 3D e un puro e semplice videogioco d'azione. Prodotto nel 1997 dalla Kalisto e distribuito in Europa dalla Sony, ha avuto successivamente un seguito chiamato Nightmare Creatures II.

## Trama
La storia di Nightmare Creatures si ispira agli elementi dell’orrore gotico del XIX secolo e inizia nel 1666, quando una setta dedita al culto del diavolo, chiamata la Confraternita di Ecate, conduceva sinistri esperimenti a Londra con l’obiettivo di conquistare la città e, successivamente, il mondo intero. La Confraternita cercava di sviluppare un elisir che conferisse poteri sovrumani. Tuttavia, invece di creare i superuomini desiderati, i loro esperimenti generarono mostri grotteschi noti come creature dell’incubo. Quando decisero di usare queste creature come un esercito per la conquista, uno dei loro membri, Samuel Pepys, diede fuoco alla loro sede, provocando il Primo Grande Incendio di Londra.
Il gioco è ambientato nel 1834, quando Londra è vittima di eventi malvagi e inspiegabili. Vengono segnalati avvistamenti di mostri, si diffonde la notizia che alcune persone si stanno trasformando in creature empie e che i morti stanno tornando dalle tombe per camminare tra i vivi. Tutta Londra è in preda al panico e vulnerabile ai piani di Adam Crowley (ispirato all’occultista Aleister Crowley), uno scienziato pazzo e occultista che si avvale dell’aiuto della Confraternita.
Un libro viene recapitato alla casa di Ignatius Blackward, un prete ed esperto di occultismo. Scopre che si tratta del diario perduto di Samuel Pepys, contenente le ricerche della Confraternita. Sapendo di aver bisogno di aiuto, Ignatius invia il diario a un rinomato immunologo americano di New Orleans, il dottor Jean Franciscus, che si presenta accompagnato dalla figlia, Nadia Franciscus. Tuttavia, Jean viene ucciso e il libro rubato. Ignatius e Nadia si trovano al funerale di Jean, quando vengono avvicinati da un uomo che consegna loro un biglietto con scritto: "Conosci Adam Crowley, Confraternita di Ecate — HVHJ". Ignatius e Nadia si dirigono verso l’indirizzo indicato nel biglietto, sperando di rintracciare Crowley e neutralizzare i mostri.

## Modalità di gioco
Il giocatore è chiamato a impersonare a sua scelta uno tra i due personaggi principali del gioco, Nadia (più veloce e armata con una spada leggera) e Ignatius (più forte e armato con un grosso bastone). Il gioco è composto da venti livelli compresi quelli dedicati interamente ai boss. In quasi ogni livello viene introdotto un nuovo tipo di nemico e l'azione diventa a tratti frenetica grazie ad una barra di adrenalina, che deve essere costantemente riempita uccidendo gli avversari (altrimenti il personaggio perde una vita). Il giocatore ha a disposizione diverse armi, dalle spade alle pistole, dalle bombe a mano alle fialette.

## Mostri
- Zombie: ex-cittadino londinese, ora un non-morto assetato di sangue. Esistono due versioni: una con i pantaloni neri (facile da battere) ed una con i pantaloni blu (si trovano più avanti nel gioco e sono più bravi a bloccare).
- Lican: Un uomo lupo dotato di affilatissime zanne. Abbastanza veloce e abile a bloccare, tuttavia è facile da battere.
- Demone: una specie di pipistrello che lancia piccole palle infuocate. Il mostro più facile da battere in assoluto.
- Mostro di Pepys: strana creatura con tre teste e tre braccia. Non molto veloce ma può fare molti danni se non si fa attenzione, è resistente ai calci. Di difficoltà media.
- Scaricatore: un enorme mostro simile a un gorilla con due enormi braccia, si trova vicino ai porti (da qui il significato del nome). Pericoloso soprattutto quando "carica", ma una volta colpito è possibile sferrare combo in successione senza che questo contrattacchi.
- Insetto: un mostro simile ad una vespa gigante. Veloce, non ha molta vita ma è pericoloso in quanto causa molti danni.
- Mostro del Tamigi: mostruosa creatura simile ad un polipo che si trova vicino ai porti. Attacca con lunghissimi tentacoli. Avvicinandosi parando ogni volta che attacca coi suoi tentacoli diventa uno dei più facili da battere (dato che non è in grado di spostarsi).
- Arpia o Banshee: creatura femminile con ali di pipistrello ed una coda a frusta al posto delle gambe. Accompagna il suo attacco con un grido simile ad un lamento. Pericolosa soprattutto quando "carica", ma una volta colpito non è in grado di contrattaccare quindi approfitta per stenderlo con poche ma assestate combo.
- Ragno: un umanoide con sei gambe che si nasconde nelle case e lancia ragnatele. È uno dei mostri più difficili da battere.
- Uomo senza volto: un assassino con il volto sfigurato che aggredisce con un coltello. Para spesso gli attacchi e ha molta vita, ma non è molto pericoloso.
- Gargoyle: un demone con piccole ali e grandi artigli che si mimetizza tra le statue. Può fare molti danni. Un altro mostro difficile da battere.
- Ratto gigante: un grosso ratto con abitudini carnivore. Altro mostro "medio".
- Cane Infernale: un grosso demone a quattro zampe che sputa fuoco. Estremamente pericoloso.